# Síndrome de Rokitansky-Küster-Hauser
El Síndrome de Mayer-Rokitansky-Küster-Hauser (MRKHS, las siglas en inglés), agenesia mulleriana o agenesia vaginal, es un cuadro clínico malformativo debido a trastornos graves en el desarrollo de los conductos de Müller. Cursa con amenorrea primaria en pacientes fenotípicamente femeninas, con ausencia de vagina y útero, pero con ovarios funcionantes. Se refiere a un trastorno congénito en mujeres en las que los conductos de Müller embrionarios no se desarrollan y como consecuencia el útero no está presente en el nacimiento. Esta enfermedad congénita rara afecta a una de cada 5000 mujeres. El síntoma principal es una amenorrea primaria, es decir, el fallo en la aparición de la menarquia o primera regla del ciclo menstrual.

## Etimología
El trastorno lleva también el nombre de síndrome de Mayer-Rokitansky-Küster-Hauser, en honor a las contribuciones de August Franz Joseph Karl Mayer (en 1829), Carl Freiherr von Rokitansky (en 1838), Hermann Küster (en 1910) y Georges André Hauser (en 1961).

## Epidemiología
Se estima que la prevalencia de la agenesia mulleriana está cerca de 1 por cada 5000 recién nacidos femeninos. Es probable que exista una etiología genética asociada con esta condición pero no ha sido confirmada.

## Etiología
La agenesia mulleriana es un trastorno congénito, de modo que aparece en el nacimiento por fallo de desarrollo embrionario. Se ha asociado a una falta de receptores a las hormonas sexuales en los conductos de Müller, así como un déficit de la enzima galactosa 1 fosfato uridiltransferasa.

## Cuadro clínico
Una mujer con este síndrome tiene producción normal de sus hormonas femeninas, es decir, al llegar a la pubertad desarrollará sus características sexuales femeninas, incluyendo la telarquia y adrenarquia. Sus características cromosómicas son normales (46,XX) y usualmente produce ovulación. La vagina suele estar acortada, haciendo que las relaciones sexuales sean difíciles. 
Otras variantes del trastorno, que tienen su origen en anomalías embrionarias en la formación de los conductos mullerianos y que se expresan en la vulva femenina, incluyen un himen no perforado, un septo u oclusión total de la vagina, ausencia de trompas de Falopio, con ovarios normales debido a su distinto origen de derivación. A menudo se acompañan con la aparición de una propensión a enfermedades del riñón y óseas.
También se han reportado displasias vertebrales y no es infrecuente que las mujeres afectadas tengan trastornos en su salud mental.

## Diagnóstico
Las mujeres con agenesia mulleriana por lo general descubren el trastorno durante su desarrollo sexual, pues no aparece el sangrado que evidencia el inicio del ciclo menstrual. En otros casos se descubre antes de la adolescencia, durante operaciones intraabdominales, como en el caso de una hernia. El examen clínico apoyado por un ultrasonido o ecografía demostrará la completa o parcial ausencia del cuello uterino, útero o vagina. El uso de resonancia magnética se ha estandarizado para el diagnóstico de trastornos congénitos del aparato reproductor.
El uso de cariotipo puede ayudar a descartar cromosomopatías o microdelecciones, pero no siempre es útil para el diagnóstico. El diferencial incluye el descartar el síndrome de insensibilidad androgénica.
El diagnóstico se hace por lo general antes de los 20 años, por la amenorrea primaria. Los estudios complementarios que ayudan al diagnóstico son la ultrasonografía ginecológico-abdominal y transrectal, así como la resonancia magnético-nuclear. Se debe realizar también una valoración y seguimiento óseo, así como valoración de otras anomalías, cardiacas, renales y auditivas.

## Tratamiento
Se corrige esta malformación con mejores resultados por técnicas incruentas o de dilatación, obteniendo una neovagina de unos 8-10 cm, con buena distensibilidad y calibre, así como lubricable. Se pueden realizar técnicas quirúrgicas para el tratamiento, que consisten generalmente en labrar un canal entre el espacio recto-vesical, con o sin asistencia de un revestimiento para la neovagina que va desde porciones de saco amniótico, sigmoides, piel o revestimiento cutáneo-mucoso de los labios menores, según las distintas técnicas quirúrgicas, que no están exentas de complicaciones postoperatorias, siendo las más frecuentes la infección de la neovagina, hemorragias, necrosis y fístulas.
Por razón de que el útero no está presente, las mujeres con este síndrome no pueden quedar embarazadas. Sin embargo, le puede ser posible a estas mujeres tener descendencia genética por medio de la fertilización in vitro. 
Hoy en día existen ensayos clínicos en los que se realizan trasplantes de úteros y en los que la paciente puede tener un embarazo normal.